# Hagen
Hagen is een kreisfreie Stadt op de rand van het Ruhrgebied in de Duitse deelstaat Noordrijn-Westfalen. De stad telt 188.687 inwoners (31 december 2020) op een oppervlakte van 160,45 km². Op 31 december 2020 had 21,67% van de inwoners een niet-Duits staatsburgerschap (40.880 niet-Duitsers) en hadden 190 inwoners het Nederlandse staatsburgerschap.

## Geschiedenis
Het stadsdeel Hohenlimburg, vroeger Limburg an der Lenne was de bakermat van het graafschap Limburg (Lenne).

## Indeling

Kaart der stadsdelen van Hagen

| Stadsdeel    |                  | Inw.   | Opp.     | Dichtheid  | ter vergl.:  | Inw. 2000 |
| ------------ | ---------------- | ------ | -------- | ---------- | ------------ | --------- |
| Mitte        |                  | 78.729 | 20,5 km² | 3.840 /km² | afname 6,8 % | 84.495    |
|              | Mittelstadt      | 21.331 | 2,7 km²  | 7.900 km²  |              | 22.311    |
|              | Altenhagen       | 18.384 | 4,4 km²  | 4.178 /km² |              | 19.906    |
|              | Hochschulviertel | 12.614 | 3,5 km²  | 3.604 /km² |              | 13.081    |
|              | Emst             | 11.035 | 4,3 km²  | 2.566 /km² |              | 11.455    |
|              | Wehringhausen    | 15.365 | 5,6 km²  | 2.744 /km² |              | 17.742    |
| Nord         |                  | 38.436 | 29,6 km² | 1.299 /km² | afname 4,0 % | 40.048    |
|              | Vorhalle         | 10.848 | 12,5 km² | 868 /km²   |              | 11.233    |
|              | Boele            | 27.588 | 17,1 km² | 1.613 /km² |              | 28.815    |
| Haspe        |                  | 30.327 | 22,2 km² | 1.366 /km² | afname 3,0 % | 31.268    |
|              | Haspe-Ost        | 17.606 | 14,7 km² | 1.198 /km² |              | 18.069    |
|              | Haspe-West       | 12.721 | 7,5 km²  | 1.696 /km² |              | 13.199    |
| Eilpe/Dahl   |                  | 17.136 | 51,1 km² | 335 /km²   | afname 8,1 % | 18.643    |
|              | Eilpe            | 11.753 | 18,5 km² | 635 /km²   |              | 13.001    |
|              | Dahl             | 5.383  | 32,6 km² | 165 /km²   |              | 5.642     |
| Hohenlimburg |                  | 31.288 | 37,0 km² | 846 E/km²  | afname 5,2 % | 33.017    |
|              | Hohenlimburg     | 26.402 | 22,7 km² | 1.163 /km² |              | 28.046    |
|              | Lennetal         | 4.886  | 14,3 km² | 341 /km²   |              | 4.971     |

### Bevolkingscijfers 31 december 2019
Per stadsdistrict en -deel. Incl. tweede-woningbezitters en buitenlanders met tijdelijke verblijfsvergunning.
- 1 Stadtbezirk (stadsdistrict) Hagen-Mitte 79.960, onderverdeeld in de Stadtteile (stadsdelen):
  - 101 Mittelstadt 22.250
  - 102 Altenhagen 18.620
  - 103 Hochschulviertel 12.409
  - 104 Emst 10.655
  - 105 Wehringhausen 16.026
- 2 Hagen-Nord 37.920 
  - 206 Vorhalle 10.251
  - 207 Boele 27.669
- 3 Hohenlimburg 29.228 
  - 308 Lennetal 5.076
  - 309 Hohenlimburg 24.152
- 4 Eilpe/Dahl 17.003
  - 410 Eilpe 12.046
  - 411 Dahl 4.957
- 5 Haspe 30.714
  - 512 Haspe-Ost 17.683
  - 513 Haspe-West 13.031

Totaal generaal: 194.825 personen.
Door Hagen stroomt een riviertje, de Volme. Dit is een zijrivier van de Ruhr.

## Verkeer en vervoer

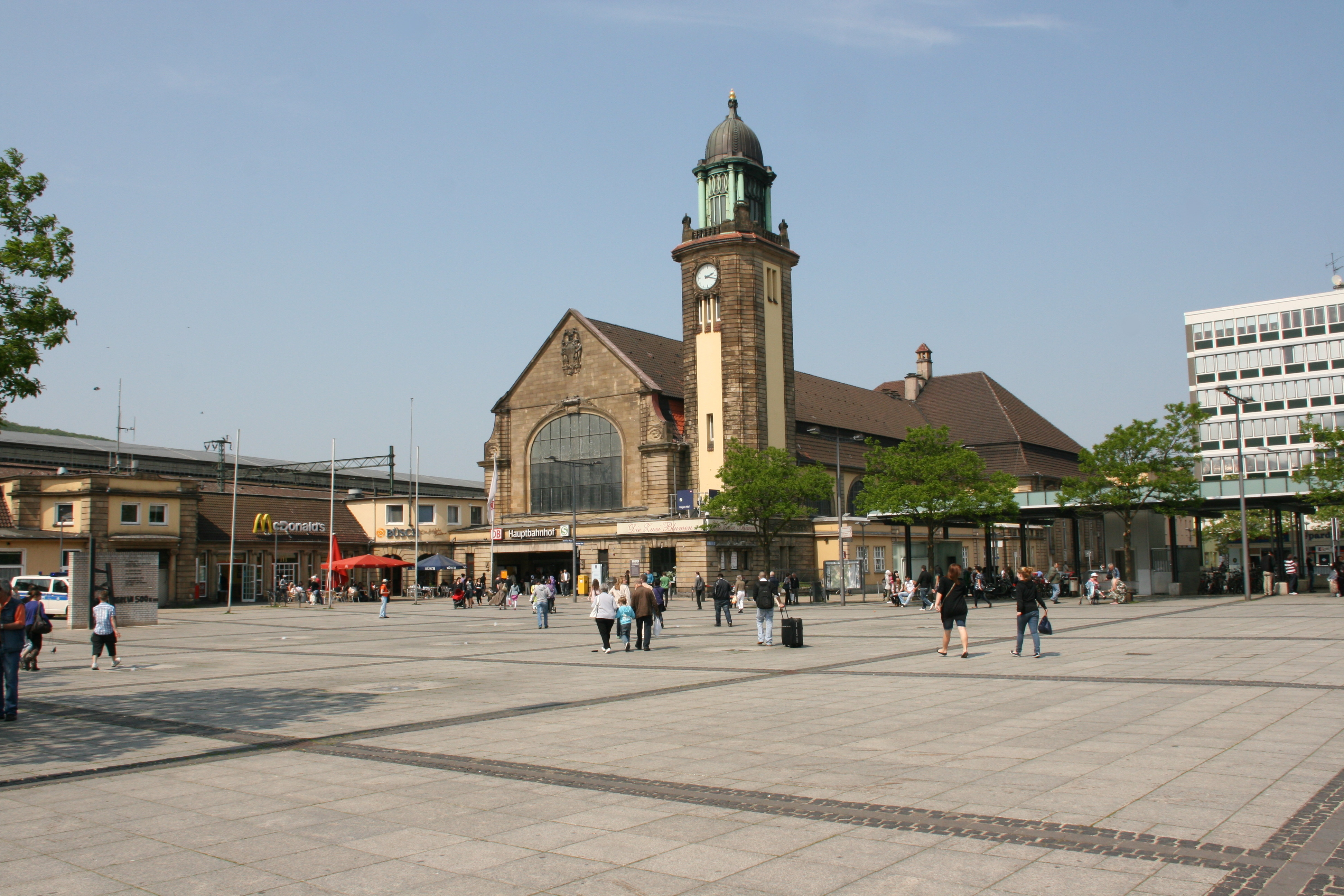
Hagen Hauptbahnhof

Vanuit het centrum van Hagen kan men oostwaarts over de B7 (vierstrooks) naar Autobahnkreuz Hagen rijden (afstand 4 km). Vanaf dit knooppunt kan men oostwaarts de A46 nemen, die na 16 km tussen Iserlohn en Hemer opnieuw overgaat in de Bundesstraße B7. Van Autobahnkreuz Hagen bereikt men via  de A45 zuidwaarts Lüdenscheid en noordwaarts Schwerte nabij het Westhofener Kreuz met aansluiting op  de A1. 
Wie het centrum van Hagen over de B54 noordwaarts verlaat, komt na ca. 6 km op afrit 88 Hagen-West van de A1 uit. Op de A1 kan men zuidwestwaarts naar Wuppertal of noordoostwaarts naar Unna rijden.
Spoorwegstations:
- Hagen Hauptbahnhof
- Station Hagen-Heubing
- Station Hagen-Vorhalle
- Station Hagen-Wehringhausen
- Station Hagen-Westerbauer
- Station Hagen-Oberhagen
- Station Hohenlimburg
- Station Dahl
- Station Rummenohl

De meeste buslijnen in Hagen worden geëxploiteerd door de Hagener Straßenbahn (Tramwegen van de Stad Hagen). De laatste tramlijn werd opgeheven in 1976.

## Wetenschap, hoger onderwijs
Te Hagen is sedert 1974 een universiteit gevestigd, die de naam FernUniversität Hagen draagt. Anno 2020 waren er circa 76.700 studenten. De instelling had in dat jaar circa 1.800 medewerkers, onder wie 90 professoren. De Fernuniversität is gespecialiseerd in afstandsonderwijs en is de grootste van dit soort wetenschappelijke instellingen in geheel Duitsland.
In de stad is ook een vestiging aanwezig van de Fachhochschule für öffentliche Verwaltung, een vakopleiding voor hoge bestuursfunctionarissen en regeringsbeambten. Te Hagen kan men binnen dit kader een scholing volgen voor hoge politie- en bestuursfunctionarissen in de deelstaat Noordrijn-Westfalen.
Ten slotte is er een filiaal van de Fachhochschule Südwestfalen in Hagen gevestigd. Deze technische HBO-opleidingsinstelling heeft haar hoofdzetel te Iserlohn.

## Geboren
- Herbert Reinecker (1914-2007), journalist en (scenario)schrijver (o.a. Der Kommissar en Derrick)
- Klaus-Dieter Seehaus (1942-1996), voetballer
- Thomas Wessinghage (1952), atleet
- Nena (1960), zangeres
- Ralf Waldmann (1966-2018), motorcoureur
- Giovanni Federico (1980), Italiaans voetballer

## Galerij

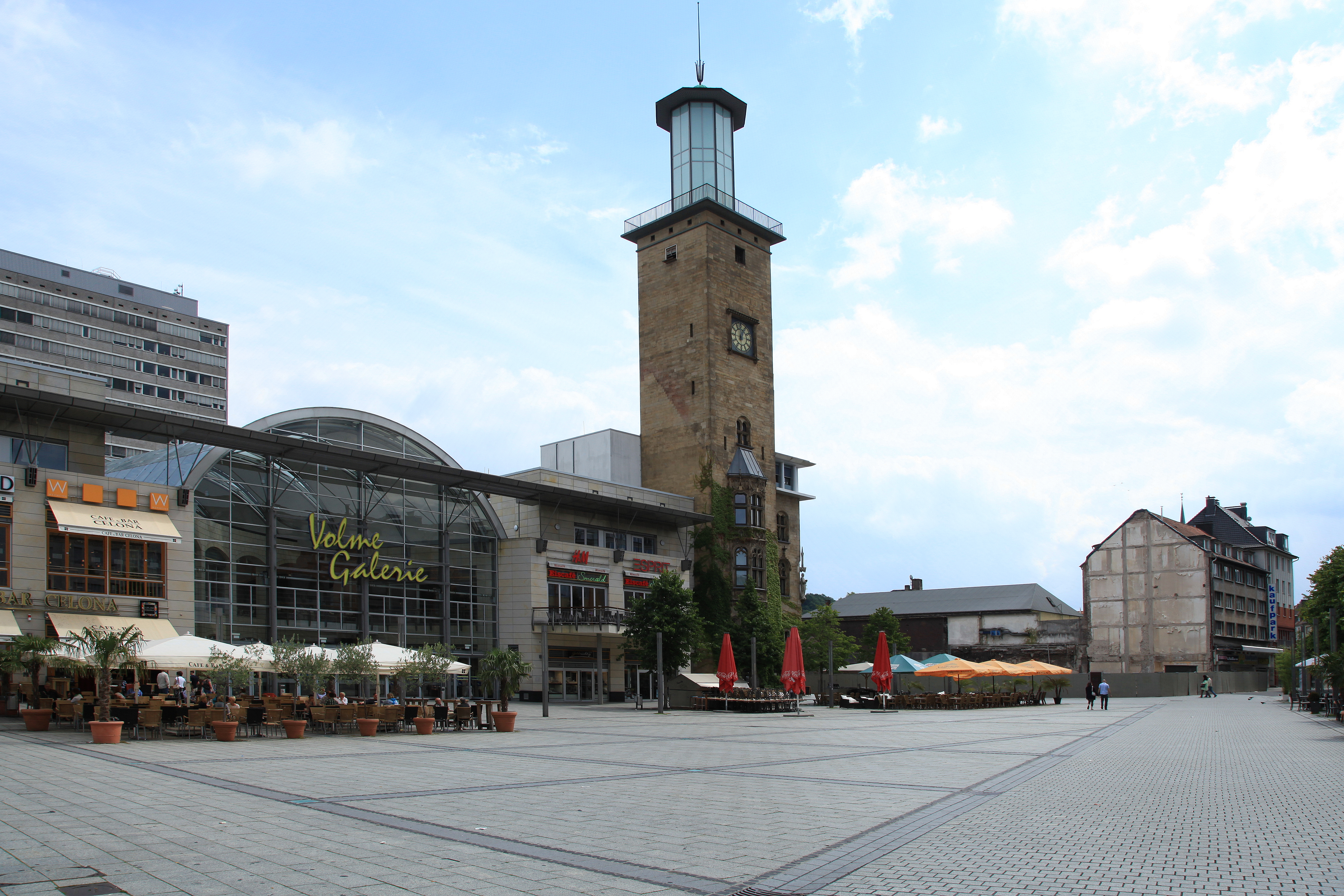
Friedrich-Ebert-Platz met toren gemeentehuis
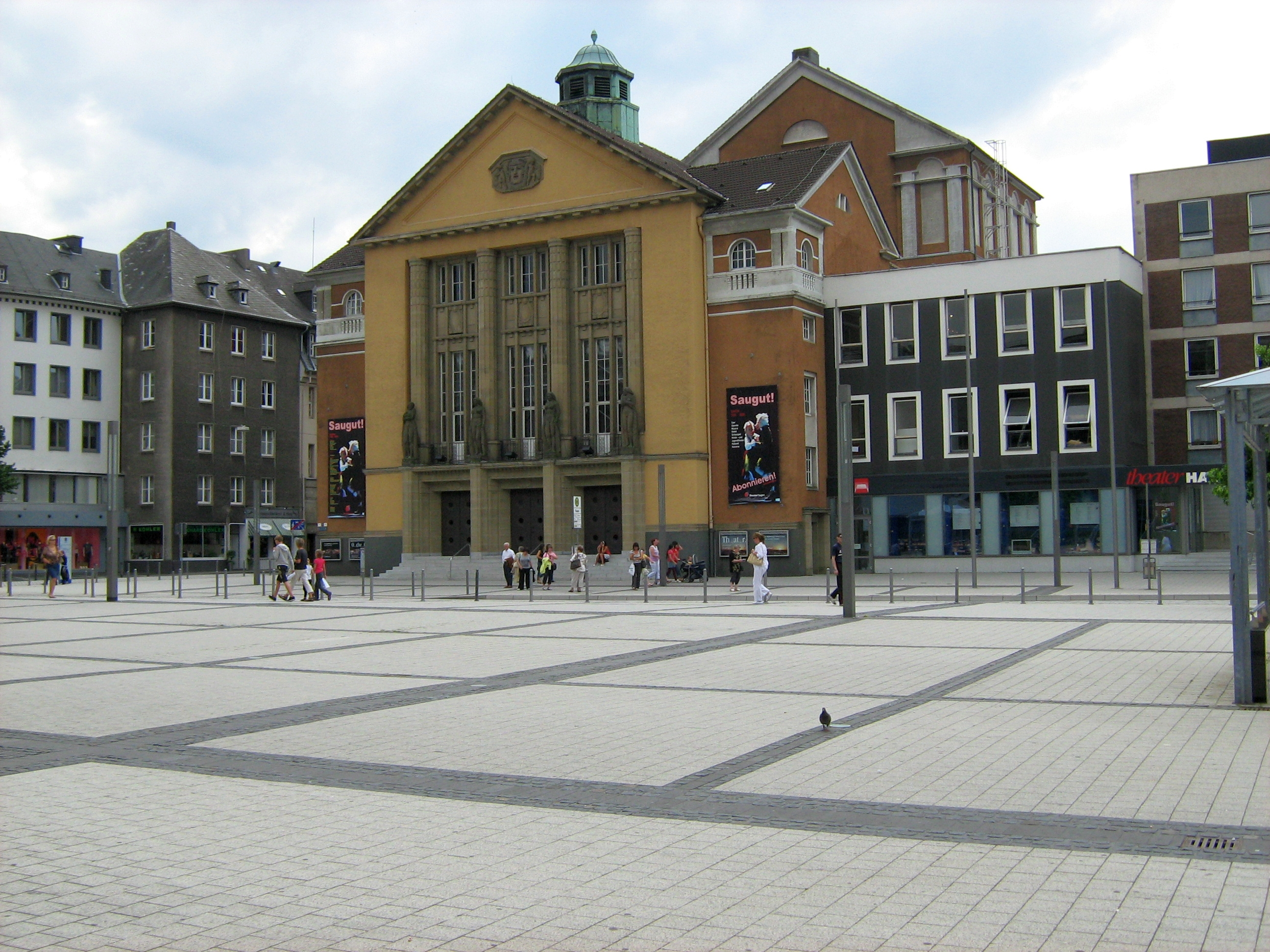
Theaterplatz
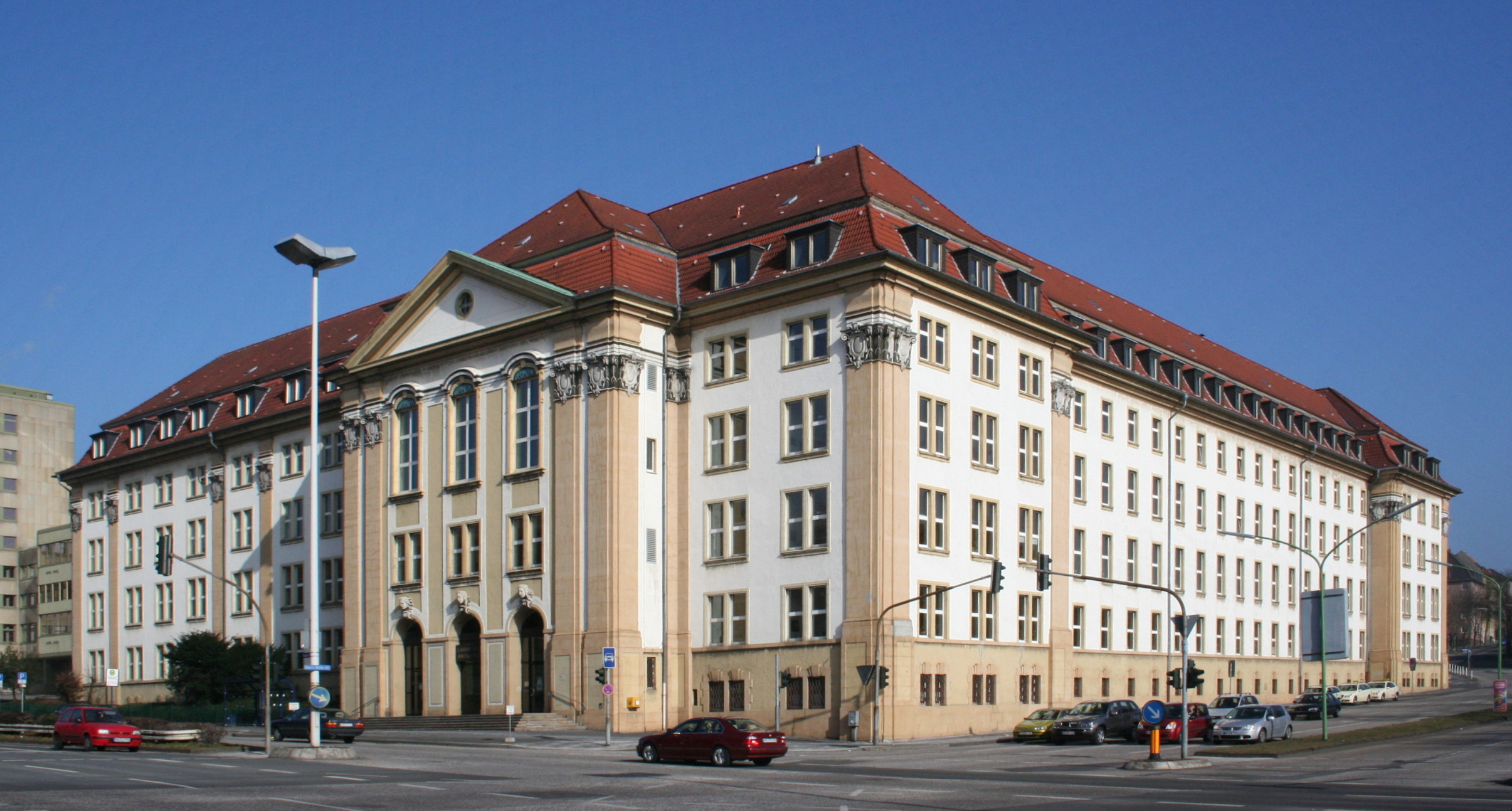
Gerechtsgebouw
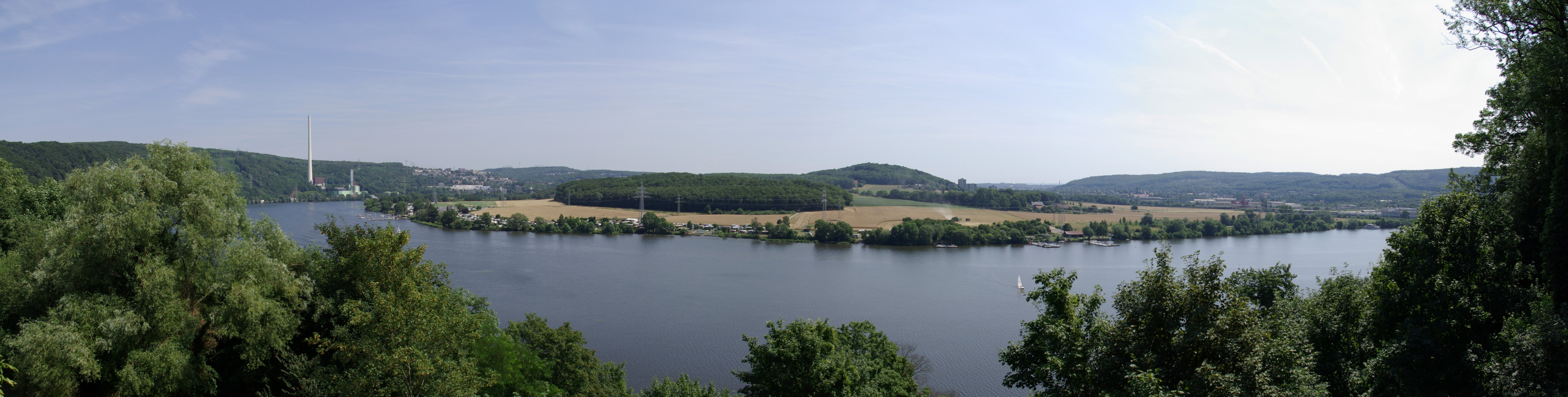
Harkortsee
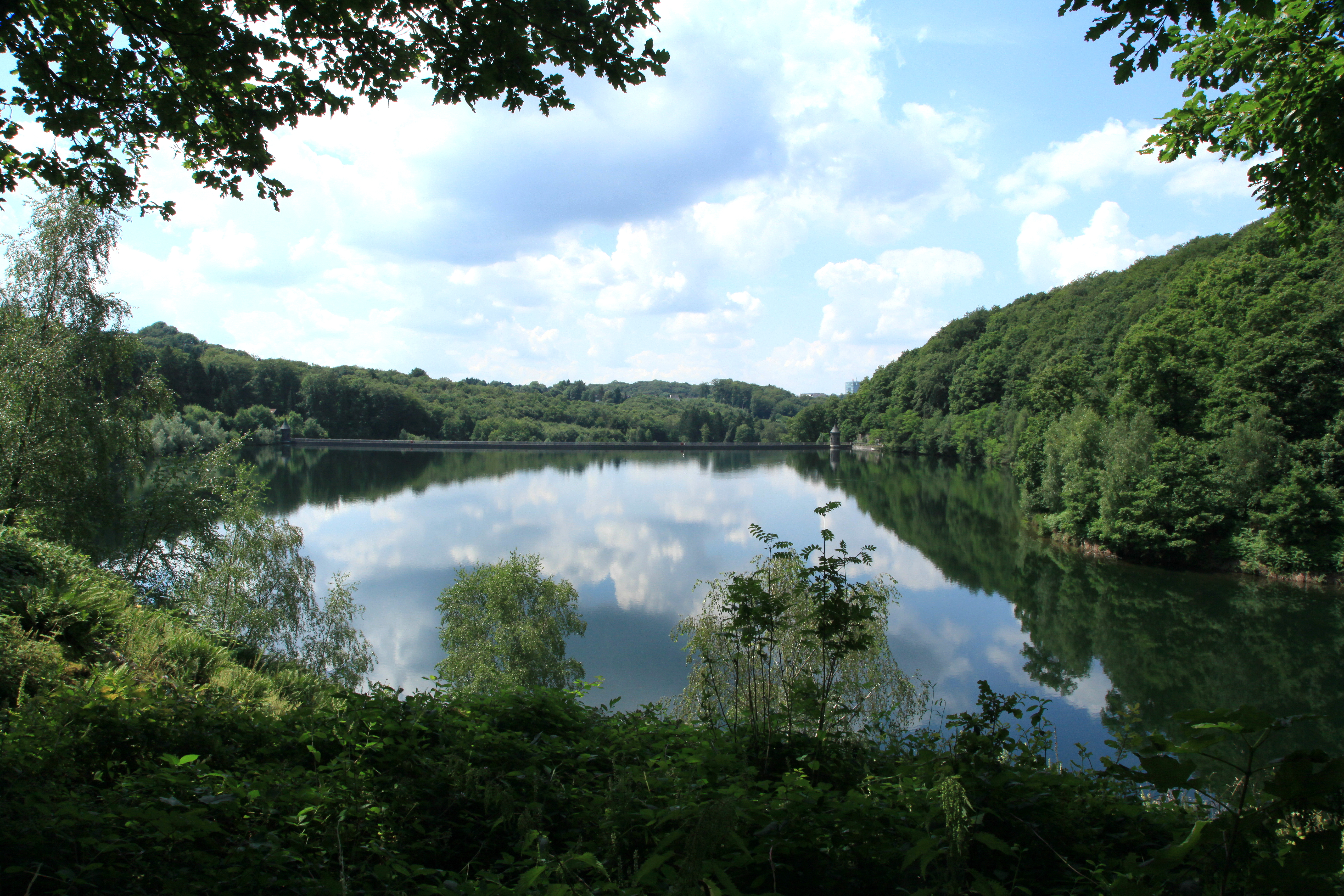
Hasper Talsperre